# Georgia May Jagger
Georgia May Jagger (anglès: Georgia May Ayeesha Jagger)  (Londres, 12 de gener de 1992) Georgia maig Ayeesha Jagger és una model i dissenyadora britànica-nord-americana.

## Biografia
Jagger va néixer a l'Hospital de Portland a West End, Londres, Anglaterra, filla del cantant dels Rolling Stones britànics Mick Jagger i de la supermodel nord-americana Jerry Hall. Té tres germans dels seus pares, Elizabeth, James i Gabriel. A més, té diversos germans d'altres relacions del seu pare: Karis, Jade, Lucas i Deveraux. Es va criar a prop de Richmond Park i es va traslladar a la ciutat de Nova York a la tardor de 2010.

## Carrera
El 2008, Jagger va signar contracte amb Independent Models, i actualment és representada per TESS Model Management. Va debutar al xou de Chanel's Resort 2011, el qual ella tancava. També ha desfilat per a Tommy Hilfiger, Balmain, Vivienne Westwood, Alexander Wang, Miu Miu, Sonia Rykiel, Thierry Mugler, Marchesa, Versace, Fendi, Tom Ford, rag &amp; bone, Isabel Marant, Louis Vuitton, Marc Jacobs, i Just Cavalli entre d'altres.
El 2009, Jagger va ser nomenada Model de l'any als Fashion Awards pel British Fashion Council. Va ser la cara de Hudson Jeans del 2009 al 2013. El 2009, va començar un contracte amb l'empresa anglesa de cosmètics Rimmel. Ha aparegut en anuncis de la fragància de Thierry Mugler, Angel.
Jagger va participar en la cerimònia de clausura dels Jocs Olímpics d'estiu de 2012 amb Kate Moss, Naomi Campbell i Lily Donaldson, representant la moda britànica.
El 2014, va aparèixer en una campanya internacional per a les col·leccions de dona Glam & Soul i Karma Beads de la companyia alemanya de joieria Thomas Sabo. La base de la campanya va ser un curtmetratge de la fotògrafa Ellen von Unwerth.
Jagger ha dissenyat col·leccions amb Volcom i Mulberry.